# Campeonato de Portugal de Ralis de 2013
O Campeonato de Portugal de Ralis de 2013 foi composto por 5 provas, de norte a sul do país, mais as 3 provas "internacionais" (Rali de Portugal, Sata Rally Açores e Rali Vinho da Madeira) que passaram a contar para um troféu distinto - a Taça Ouro de Ralis. 
Todos os pilotos que participaram em todas as 5 provas nacionais, puderam substituir a pior pontuação por uma obtida num dos 3 ralis da Taça Ouro.

## Calendário
| Data      | Prova                  | Organizador                       | Campeonatos | Vencedor             |
| --------- | ---------------------- | --------------------------------- | ----------- | -------------------- |
| 22-23 Fev | Rali Serras de Fafe    | DemoPorto                         | CPR/Open    | Bernardo Sousa       |
| 11-14 Abr | Rali de Portugal*      | Automóvel Club de Portugal        | CPR/WRC     | Miguel Jorge Barbosa |
| 25-27 Abr | Sata Rally Açores*     | Grupo Desportivo Comercial        | CPR/ERC     | Ricardo Moura        |
| 17-18 Mai | Rali Cidade Guimarães  | Targa Clube                       | CPR/Open    | Bernardo Sousa       |
| 08-09 Jun | Rali Vidreiro          | Clube Automóvel da Marinha Grande | CPR/Open    | Bernardo Sousa       |
| 01-03 Ago | Rali Vinho da Madeira* | Club Sports Madeira               | CPR/ERC Cup | Bruno Magalhães      |
| 20-21 Set | Rali Mortágua          | Clube Automóvel do Centro         | CPR         | Ricardo Moura        |
| 09-10 Nov | Rali do Algarve        | Clube Automóvel do Algarve        | CPR/Open    | Ricardo Moura        |

## Equipas e Pilotos
| Pos | Piloto            | Modelo !                          | FAF | POR | AÇO | GUI | VID | MAD | MOR | ALG | Pts |
| --- | ----------------- | --------------------------------- | --- | --- | --- | --- | --- | --- | --- | --- | --- |
| 1º  | Ricardo Moura     | Škoda Fabia S2000                 | 2º  | 0   | 1º  | 0   | 2º  | -   | 1º  | 1º  | 116 |
| 2º  | Pedro Meireles    | Škoda Fabia S2000                 | 3º  | 0   | -   | 0   | 3º  | 2º  | 3º  | 2º  | 88  |
| 3º  | Bernardo Sousa    | Ford Fiesta S2000                 | 1º  | -   | 0   | 1º  | 1º  | -   | 0   | 0   | 83  |
| 4º  | Adruzilo Lopes    | Subaru Impreza WRX R4             | -   | -   | -   | 2º  | 4º  | -   | 2º  | 3º  | 67  |
| 5º  | Miguel J. Barbosa | Mitsubishi Lancer Evo. IX         | 6º  | 1º  | 3º  | 5º  | 5º  | -   | 6º  | 0   | 61  |
| 6º  | João Barros       | Renault Clio S1600                | 0   | -   | -   | 2º  | 7º  | -   | 4º  | -   | 34  |
| 7º  | Diogo Gago        | Citroen C2 R2 MAX/ Peugeot 208 R2 | 0   | 0   | 0   | 4º  | 11º | -   | 0   | 4º  | 24  |
| 8º  | Ivo Nogueira      | Subaru Impreza WRX R4             | 7º  | -   | -   | 6º  | 6   | -   | -   | -   | 22  |
| 9º  | Paulo Neto        | Citroen DS3 R3T                   | 0   | -   | -   | 0   | 10º | -   | 7º  | 5º  | 16  |
| 10º | Joaquim Bernardes | Renault Clio R3                   | 12º | -   | -   | 8º  | 12º | -   | 0   | 6º  | 13  |

Classificaram-se ainda mais 9 pilotos.

## Ligações Externas
- Federação Portuguesa de Automobilismo e Karting